# الرياضة في فلسطين
شاركت فلسطين لأول مرة في الألعاب الأولمبية الصيفية 1996. ويوجد في مدينة رام الله أفضل القاعات الرياضية. يعاني الرياضيون الفلسطينيون صعوبة الحركة والتنقل بين المدن وإلى خارج فلسطين للمُشاركات الرياضية المُختلفة وذلك بسبب جدار الفصل والعديد من نقاط التفتيش الإسرائيلية، ومع ذلك بإمكانهم الوصول إلى المراكز الرياضية في القدس الشرقية بدأً من عام 2009. أدرجت بعض مدارس البنات رياضة كرة القدم في مناهجها الدراسية. قبل النكبة في عام 1948، واحتلال فلسطين وقيام دولة إسرائيل، كان في فلسطين عشرات من الأندية الرياضية النشطة، مما أضطر معظم الأندية إلى الإغلاق. هدمت الحكومة الإسرائيلية البنية التحتية لبعض الجمعيات الرياضية الفلسطينية الأكثر حداثة وتطورًا. وقد وصفت رياضة كرة القدم بأنها الرياضة الوطنية في فلسطين.

## كرة القدم

### الملاعب
| نابلس            | البيرة، رام الله   | الخليل           | أريحا                    |
| ---------------- | ------------------ | ---------------- | ------------------------ |
| ملعب بلدية نابلس | استاد بلدية البيرة | ملعب دورا الدولي | ملعب فيصل الحسيني الدولي |
| السعة:4,000      | السعة:7,000        | السعة:18,000     | السعة:12,500             |
|                  |                    |                  |                          |
| الخضر            | أريحا              | غزة              | غزة                      |
| ملعب الخضر       | إستاد أريحا الدولي | ملعب فلسطين      | ملعب اليرموك             |
| السعة:6,000      | السعة:15,000       | السعة:10,000     | السعة:9,000              |
|                  |                    |                  |                          |

## صالات رياضية مغلقة
| الاسم                                           | المدينة   | السعة       | سنة الافتتاح | صورة | ملاحظات                                                      |
| ----------------------------------------------- | --------- | ----------- | ------------ | ---- | ------------------------------------------------------------ |
| صالة الخليل الرياضية المغلقة                    | الخليل    | 4,000 متفرج | 2010         |      | أكبر صالة رياضية في الضفة الغربية.                           |
| صالة رام الله الرياضية المغلقة                  | رام الله  | 400 متفرج   | 2011         |      |                                                              |
| صالة سلفيت الرياضية المغلقة                     | سلفيت     | 1,100 متفرج | 2018         |      | الصالة الوحيدة في الضفة الغربية حسب مواصفات الفيفا العالمية. |
| صالة أرثوذكسي ثقافي بيت ساحور الرياضية المغلقة  | بيت ساحور | 650         | 2014         |      | وضع حجر الأساس عام 2009                                      |
| صالة الجامعة العربية الأمريكية الرياضية المغلقة |           | 4,500       |              |      |                                                              |
| صالة جامعة بير زيت الرياضية المغلقة             | بيرزيت    |             |              |      |                                                              |
| صالة نادي ثقافي طولكرم الرياضية المغلقة         | طولكرم    | 500         |              |      |                                                              |